# Liste in Ungarn vorhandener Dampflokomotiven

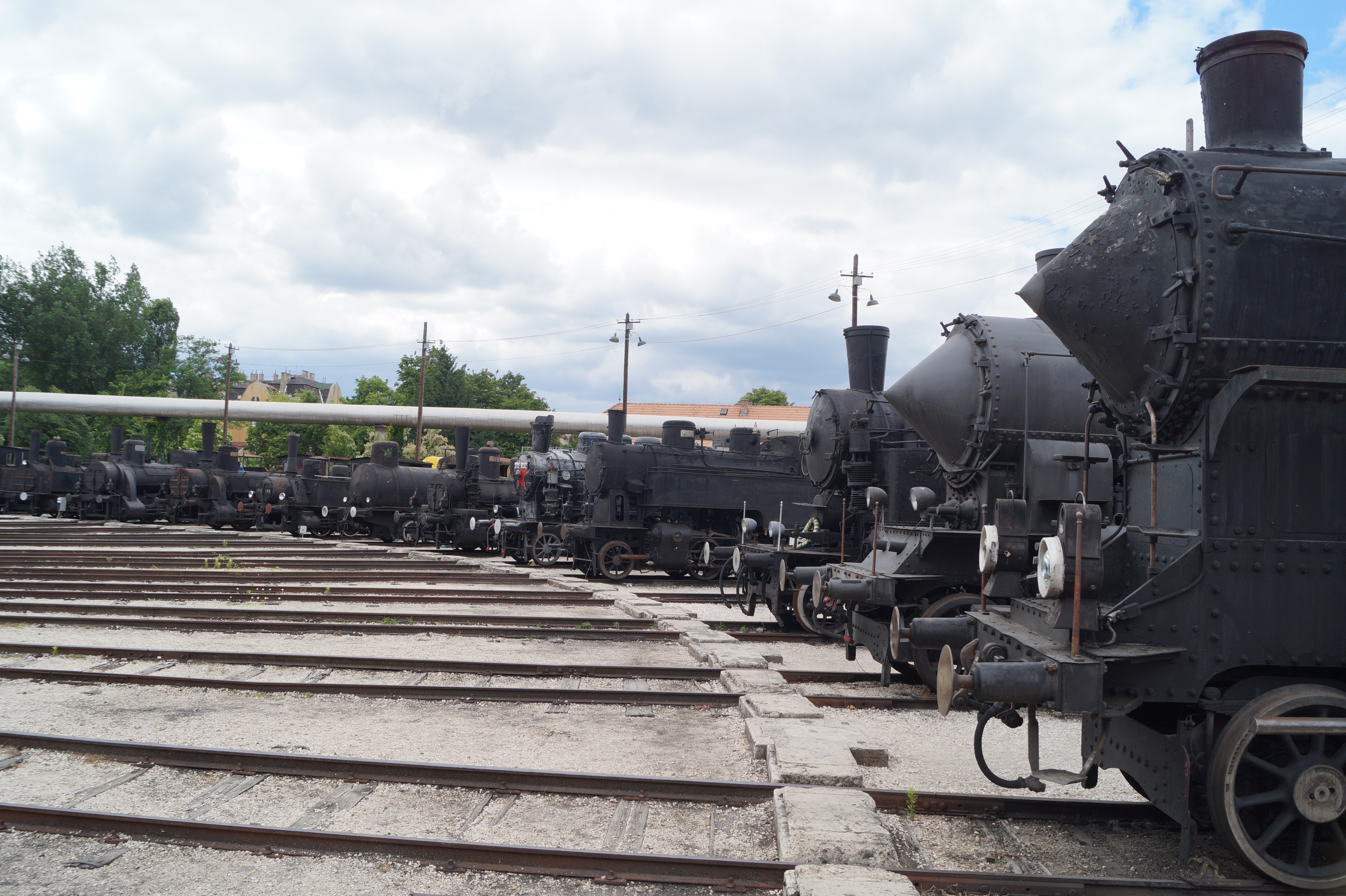
Dampflokomotiven im Lokpark Budapest

Dies ist eine Liste erhaltener Dampflokomotiven auf dem Gebiet von Ungarn.
Diese Seite wird mit dem Projekt Lokstatistik von Josef Pospichal abgestimmt.

## Normalspurlokomotiven
| Foto              | Nummer oder Name | Bauart / Achsfolge | Hersteller  | Fabrik- nr. | Baujahr | Historie | Eigentümer / Betreiber / Strecke         | Standort                                                 | Bemerkungen                                                                                               |
| ----------------- | ---------------- | ------------------ | ----------- | ----------- | ------- | --- | ---------------------------------------- | -------------------------------------------------------- | --- |
|                   | 91,001           | B fl               | KrLi        | 7037        | 1915    | MÁV 91,001 |                                          | Dombóvár, Múzeum Megálló bemutatópark                    | [ 3 ] |
|                   | 220,194          | 2’B n2             | Bp          | 1480        | 1900    | MÁV 204 → 220,194; DR/o, DR; 02.02.1950 → MÁV |                                          | Magyar Vasúttörténeti Park                               | |
|                   | 242,001          | 2'B 2´ h2t         | Bp          | 5140        | 1936    | MÁV 242,001; 16.01.1945 → DRB; ÖStB → ÖBB T; 09.08.1948 → MÁV, 20.12.1967 →                                                                                         |                                          | Magyar Vasúttörténeti Park                               | |
|                   | 301,006          | 2’C1’ h4           | Bp          | 3201        | 1913    | MÁV 301,006 |                                          | Magyar Vasúttörténeti Park                               | |
|                   | 301,016          | 2’C1’ h4           | Bp          | 3481        | 1914    | MÁV 301,016; 13.01.1945 → DRB; ÖStB → ÖBB T; 11.11.1948 → MÁV, 1968 → Heizlok Hatvan, 07.09.1989 →                                                                  |                                          | Magyar Vasúttörténeti Park                               | |
|                   | 302,610          | 2’C h2             | Flor        | 2435        | 1917    | Südbahn 109.109; → MÁV 302,610 |                                          | Magyar Vasúttörténeti Park                               | |
|                   | 303,002          | 2’C2’ h2           | Bp          | 6001        | 1952    | MÁV 303,002 |                                          | Magyar Vasúttörténeti Park                               | |
|                   | 275,015          | 1’B1’ h2t          | Bp          | ?           | ?       | |                                          | Zánka                                                    | [ 4 ] |
|                   | 275,020          | 1’B1’ h2t          | Bp          | 4956        | 1928    | MÁV 22,020, 01.08.1957 → 275,020 |                                          | Park der Eisenbahnverwaltung Pécs                        | |
|                   | 275,034          | 1’B1’ h2t          | Bp          | 5016        | 1929    | MÁV 22,034; MÁV, 01.08.1957 → 275,034 |                                          | Magyar Vasúttörténeti Park                               | |
|                   | 275,040          | 1’B1’ h2t          | Bp          | 5022        | 1929    | MÁV 22,040; 22.11.1944 → DRB; xx.12.1944 → PKP; 29.12.1952 → MÁV, 01.08.1957 → 275,040                                                                              |                                          | Bahnhof Balatonszemes (davor Balatonboglár)              | |
|                   | 275,052          | 1’B1’ h2t          | Bp          | 5074        | 1930    | MÁV 22,052; 07.12.1944 → DRB; PKP; 05.12.1952 → MÁV, 01.08.1957 → 275,052                                                                                           |                                          | Bahnhof Celldömölk                                       | |
|                   | 275,064          | 1’B1’ h2t          | Bp          | 5086        | 1930    | MÁV 22,064; 11.11.1944 → DRB, 1945 → DR/w, 1949 → DB; 23.06.1952 → MÁV, 01.08.1957 → 275,064                                                                        |                                          | Bahnhof Nyíregyháza-Sóstó                                | |
|                   | 275,108          | 1’B1’ h2t          | Bp          | 5145        | 1936    | MÁV 22,108; 20.11.1944 → DRB; PKP; 28.12.1952 → MÁV, 01.08.1957 → 275,108                                                                                           |                                          | Bahnhof Balatonalmádi; Cegléd privat                     | |
|                   | 275,118          | 1’B1’ h2t          | Bp          | 5155        | 1936    | MÁV 22,118, 01.08.1957 → 275,118 |                                          | Bahnhof Cegléd                                           | |
|                   | 275,120          | 1’B1’ h2t          | Bp          | 5157        | 1936    | MÁV 22,120; 1945 → DRB; ÖStB; 07.11.1948 → MÁV, 01.08.1957 → 275,110, 29.10.1976 → GF 203                                                                           |                                          | Bahnhof Tiszafüred                                       | |
|                   | 275,161          | 1’B1’ h2t          | Bp          | 5131        | 1934    | JDŽ 16-009, xx.04.1941 → HDŽ, 28.11.1941 → MÁV 22,1009, 10.01.1942 → 22,154, 16.07.1948 → 22,161                                                                    |                                          | Nagyatád szoborpark                                      | |
|                   | 324,540          | 1’C1’ n2v          | Bp          | 3827        | 1915    | MÁV 324,540; 08.08.1919 → CFR; 01.06.1945 → MÁV, UB 21.12.1961 → 324,1564 II, 15.04.1981 → Museumslok, ab 1991 wieder 324,540                                       |                                          | Magyar Vasúttörténeti Park                               | |
|                   | 324,799          | 1’C1’ n2v          | Bp          | 4554        | 1919    | |                                          | Budapest Ferencváros                                     | |
|                   | 324,1518         | 1’C1’ n2v          | Bp          | 2519        | 1910    | MÁV 3917 → 324,087, 27.10.1942 → 324,1518, 16.01.1957 → GySEV, 19.09.1981 →                                                                                         |                                          | Sopron                                                   | |
|                   | 326,136          | C n2               | KrLi        | 1638        | 1885    | MÁV 636 → 2386 → 326,136, 28.05.1979 → |                                          | Debrecen                                                 | |
|                   | 326,160          | C n2               | Bp          | 228         | 1888    | MÁV 660 → 2410 → 326,160 |                                          | Kápolnásnyék                                             | beim Schloss Halász aufgestellt                                                                           |
|                   | 326,209          | C n2               | Bp          | 277         | 1889    | MÁV 909 → 2459 → 326,209, 01.08.1979 → Mus., 2002 → |                                          | Magyar Vasúttörténeti Park                               | |
|                   | 326,267          | C n2               | Bp          | 416         | 1892    | MÁV 2517 → 326,209, 09.01.1945> DRB > ÖStB > ÖBB T; 11.11.1948> MÁV, 12.11.1979> Mus.                                                                               |                                          | Istvántelek                                              | |
|                   | 326,274 II       | C n2               | WrN         | 3024        | 1885    | MÁV 631 → 2381 → 326,131, 1961 → 326,274 II |                                          | Békéscsaba                                               | |
|                   | 326,321          | C n2               | Bp          | 611         | 1894    | MÁV, 12.05.1961> LKM Diosgyőr 326-03, 16.07.1978> Mus. |                                          | Ujpest                                                   | |
| Typenfoto MÁV 327 | 327,141          | 2’C h2             | Bp          | 2993        | 1913    | MÁV 327,016; 1918 → SHS; 1933 → JDŽ 02-016; 04/1941 → HDŽ; 09.10.1941 → MÁV; 20.03.1948 → 327,141                                                                   |                                          | Budapest Északi / Eiffel Art Studios or Eiffel Muhelyház | Ausstellungsobjekt in der Eiffel-Halle der Ungarischen Staatsoper. Fehlende Teile wurden aus Holz ergänzt |
|                   | GySEV 17         | C n2               | WrN         | 3060        | 1885    | GySEV 17 |                                          | Magyar Vasúttörténeti Park                               | |
|                   | 328,054          | 2’C h2             | Bp          | 4664        | 1922    | MÁV 328,054; xx.12.1944 → DRB; 1945 → MÁV, 14.03.1972 → |                                          | Magyar Vasúttörténeti Park                               | |
|                   | 335,095          | C n2               | SiN         | 1144        | 1870    | MKV 69, MÁV 269 → 2095 → 335,095, 21.01.1961 → |                                          | Magyar Vasúttörténeti Park                               | |
|                   | 341,012          | C n2               | Wöhl        | 739         | 1882    | BPV 12, MÁV 1026 → 3042 → 341,012; 1945 → ÖStB → ÖBB T; 18.11.1948 → MÁV, 12.05.1959 → Zuckerfabrik Sarvar, xx.04.1985 →                                            |                                          | Magyar Vasúttörténeti Park                               | |
|                   | 342,006          | 1’C1’ h2           | Bp          | 4174        | 1916    | MÁV 342,006 |                                          | Magyar Vasúttörténeti Park                               | |
|                   | 370,006          | C n2v              | Bp          | 1579        | 1901    | MÁV 7106 → 370,006; 1945 → DR/o; → MÁV, 1960 → Nagymányok |                                          | Szeged                                                   | |
|                   | 370,011          | C n2v              | Bp          | 1628        | 1902    | MÁV 7111 → 370,011; 1959 → Nagymányok, 1985 → |                                          | Magyar Vasúttörténeti Park                               | |
|                   | 375,551          | 1’C1’ h2t          | Bp          | 4769        | 1922    | MÁV 375,551; ÖStB → ÖBB T; 15.11.1948 → MÁV, 16.12.1982 → |                                          | Szeged                                                   | |
|                   | 375,562          | 1’C1’ h2t          | Bp          | 4792        | 1923    | MÁV 375,562; 02.01.1945 → DRB, → DR/o, 1948 → DR; 25.02.1950 → MÁV, 13.09.1989 →                                                                                    |                                          | Magyar Vasúttörténeti Park                               | |
|                   | 375,577          | 1’C1’ h2t          | Bp          | 5209        | 1940    | MÁV 375,577, 15.11.1983 → |                                          | Sátoraljaújhely                                          | |
|                   | 375,583          | 1’C1’ h2t          | Bp          | 5215        | 1940    | MÁV 375,583; ÖStB → ÖBB T; 11.11.1948 → MÁV, 16.12.1982 → |                                          | Kiskunhalas                                              | |
|                   | 375,642          | 1’C1’ h2t          | Bp          | 4896        | 1925    | SHS 375.958, 1933 → JDŽ 51-008; xx.04.1941 → MÁV 375,591, 20.05.1948 → 375,642, xx.03.1984 →                                                                        |                                          | Szombathely                                              | in Aufarbeitung                                                                                           |
|                   | 375,657          | 1’C1’ h2t          | Bp          | 5875        | 1948    | MÁV 375,657, 08.10.1980 → |                                          | Mezőhegyes                                               | |
|                   | 375,660          | 1’C1’ h2t          | Bp          | 5878        | 1948    | MÁV 375,660, 07.06.1983 → |                                          | Hajdúszoboszló, Paintball pálya                          | |
|                   | 375,670          | 1’C1’ h2t          | Bp          | 5988        | 1949    | MÁV 375,670, 30.03.1988 → |                                          | Kecel, Militärtechnikpark                                | |
|                   | 375,680          | 1’C1’ h2t          | Bp          | 6174        | 1950    | MÁV 375,680, 1988 → Mus., 1996 → |                                          | Balatonalmádi-Öreghegy                                   | |
|                   | 375,694          | 1’C1’ h2t          | Bp          | 6531        | 1952    | DIGEP, 01.04.1952 → MÁV 375,694, 03.02.1981 → |                                          | Nyíregyháza                                              | |
|                   | 375,896          | 1’C1’ h2t          | Bp          | 4378        | 1918    | MÁV 375,896, 08.10.1980 → |                                          | Nagykanizsa                                              | |
|                   | 375,953          | 1’C1’ h2t          | Bp          | 2339        | 1911    | MÁV 7433 → 375,701, 1953 → 375,953, 1971 → Mus. |                                          | Pusztaszabolcs                                           | |
|                   | 375,1025         | 1’C1’ h2t          | Bp          | 7571        | 1959    | MÁV 375,1025, 16.08.1990 → |                                          | Békéscsaba                                               | |
|                   | 375,1029         | 1’C1’ h2t          | Bp          | 7575        | 1959    | MÁV 375,1029, 28.05.1985 → |                                          | Vác                                                      | |
|                   | 375,1031         | 1’C1’ h2t          | Bp          | 7577        | 1959    | MÁV 375,1031, 03.12.1981 → |                                          | Magyar Vasúttörténeti Park                               | |
|                   | 375,1032         | 1’C1’ h2t          | Bp          | 7578        | 1959    | MÁV 375,1032, xx.05.1981 → |                                          | Veszprém Magyar Vasúttörténeti Park                      | jüngste Dampflokomotive in Ungarn                                                                         |
|                   | 375,1503         | 1’C1’ h2t          | Bp          | 3195        | 1913    | MÁV 375,492; 10.12.1944 → DRB, → DR/o, 1948 → DR; 25.02.1950 → MÁV, 03.10.1954 → 375,1503, 30.06.1982 →                                                             |                                          | Záhony                                                   | |
|                   | 375,1517         | 1’C1’ h2t          | Bp          | 2649        | 1911    | MÁV 375,033, 10.07.1959 → 375,1517, xx.10.1985 → |                                          | Gyékényes                                                | |
|                   | 375,1522         | 1’C1’ h2t          | Bp          | 2137        | 1909    | MÁV 7356 → 375,329; xx.09.1919 → CFR; 17.09.1944 → MÁV; 22.03.1945 → DRB; ÖStB → ÖBB T; 10.11.1948 → MÁV, xx.12.1949 → 375,495, 19.02.1960 → 375,1522, xx.04.1990 → |                                          | Somogyszob                                               | |
|                   | 375,008          | 1’C1’ h2t          | Bp          | 3085        | 1912    | MÁV 375,463, 194x → 375,635; 30.11.1944 → DRB; PKP, 28.12.1952 → MÁV, 01.01.1961 → LKM 375-03                                                                       |                                          | Csopak                                                   | |
|                   | 375 I            |                    |             |             |         | |                                          | Balatonfűzfő, Nitrokémia                                 | |
|                   | 376,450          | 1C1 n2vt           | Bp          | 3587        | 1914    | MÁV 376,450, 02.05.1979 → |                                          | Répceszentgyörgy                                         | |
|                   | 376,461          | 1C1 n2vt           | Bp          | 3598        | 1914    | MÁV 376,461, 14.10.1997 → |                                          | Zuckerfabrik Ács                                         | |
|                   | 376,513          | 1C1 n2vt           | Bp          | 4562        | 1921    | MÁV 376,513, 08.11.1979 → |                                          | Mátészalka                                               | |
|                   | 376,531          | 1C1 n2vt           | Bp          | 4679        | 1922    | MÁV; 26.11.1944 → DRB; PKP; 02.03.1953 → MÁV, 06.02.1962 → BHEV, xx.09.1964 → Acs, 198x → MÁV, 15.01.1998 →                                                         |                                          | Mezőkövesd                                               | |
|                   | 376,578          | 1C1 n2vt           | Bp          | 4840        | 1923    | MÁV 376,578, 03.05.1979 → |                                          | Püspökladány                                             | |
|                   | 376,589          | 1C1 n2vt           | Bp          | 4851        | 1923    | MÁV 376,589, 27.04.1977 → |                                          | Budakeszi                                                | |
|                   | 376,615          | 1C1 n2vt           | Bp          | 2781        | 1911    | MÁV 376,202, 08.01.1955 → 376,615 |                                          | Magyar Vasúttörténeti Park                               | |
|                   | 376,631          | 1C1 n2vt           | Bp          | 3373        | 1913    | MÁV 376,275; 1918 → SHS, 1933 → JDŽ 50-083; 1941 → HDŽ; 20.04.1942 → MÁV, 19.03.1948 → 376,008, 03.09.1959 → 376,631                                                |                                          | Ajka                                                     | |
|                   | 376,633          | 1C1 n2vt           | Bp          | 3383        | 1913    | MÁV 376,285, 25.12.1959 → 376,633 |                                          | Baja                                                     | |
|                   | 376,642          | 1C1 n2vt           | Bp          | 2593        | 1910    | MÁV 7756 → 376,153; 1918 → SHS, 1933 → JDŽ 50-034; xx.04.1941 → MÁV, 24.03.1948 → 376,006, 04.06.1960 → 376,642                                                     |                                          | Kaposvár                                                 | |
|                   | 376,649          | 1C1 n2vt           | Bp          | 2600        | 1910    | MÁV 7763 → 376,160, 13.11.1961 → 376,649 |                                          | Siófok                                                   | |
|                   | 377,002 II       |                    | Krauss-Linz | 2071        | 1889    | MÁV 893 → 5251 → 377,071, ČSD, 01.01.1925 → 310.406, 26.09.1939 → MÁV; xx.12.1944 → DRB, MÁV, 06.02.1948 → 377,002 II                                               |                                          | Heizhaus Miskolc                                         | |
|                   | 377,041          | C n2t              | Bp          | 184         | 1886    | MÁV 765 → 5221 → 377,041; ÖStB → ÖBB T, 01.11.1947 → Waagner-Biró 1; 30.06.1955 → MÁV, 19.06.1959 → Zf. Ács, 1985 →                                                 |                                          | Magyar Vasúttörténeti Park                               | älteste erhaltene in Ungarn gebaute Lokomotive                                                            |
|                   | 377,092          | C n2t              | Bp          | 313         | 1890    | MÁV 1061 → 5272 → 377,092 |                                          | Balassagyarmat                                           | [ 9 ] |
|                   | 377,210          | C n2t              | Bp          | 703         | 1895    | MÁV 5391 → 377,210; 1945 → PKP; 1953 → MÁV, 1955 → Salgótarjáni Acélárugyár                                                                                         |                                          | Salgótarján                                              | [ 10 ] |
|                   | 377,265          | C n2t              | Bp          | 866         | 1895    | MÁV 5447 → 377,265 |                                          | Bélapátfalva, Haltestelle beim Zementwerk                | |
|                   | 377,269          | C n2t              | Bp          | 870         | 1895    | MÁV 5451 → 377,269 |                                          | Békés, szeszfőzde                                        | |
|                   | ÖDÖNKE           | C n2t              | Bp          | 882         | 1895    | MÁV 5463 → 377,281; 06.12.1944 → DRB; ÖStB → ÖBB T; 13.11.1948 → MÁV, xx.02.1961 → Chinoin Budapest ÖDÖNKE                                                          |                                          | Budapest, Chinoin                                        | |
|                   |                  | C n2t              | Arad        | 29          | 1898    | MÁV 5561 → 377,379; 1918 → SHS, 1933 → JDŽ 152-048; 1941 → MÁV, 1949 → 377,315 II, 1959 → Cukorgyár Petöhaza 2                                                      |                                          | Petőháza, Zuckerfabrik                                   | |
|                   | 377,458          | C n2t              | Bp          | 1552        | 1900    | MÁV 5641 → 377,458, 1959 → Mezöhegyesi Cukorgyár |                                          | Budafok                                                  | Denkmallok                                                                                                |
|                   | 377,493          | C n2t              | Bp          | 3089        | 1912    | DNHÉV 105 → MÁV 377,493 |                                          | Magyar Vasúttörténeti Park                               | |
|                   | 377,503          | C n2t              | Bp          | 2213        | 1908    | Diosgyör 17, → MÁV 377,503, 1959 → Kaposvári Cukorgyár |                                          | Zalaegerszeg                                             | |
|                   | 381,001          | C n2t              | KrMü        | 1048        | 1883    | KBV 3, → MÁV 5633 → 6633 → 381,001, 1912 → Chemische Werke Budapest, 1968 →                                                                                         |                                          | Közlekedési Múzeum Gyál                                  | |
|                   | 382,007          | C n2t              | StEG        | 1765        | 1884    | StEG 480, → MÁV 5587 → 6587 → 382,007, 1912 → Budapester Mistbahn 1, → BHÉV 704                                                                                     |                                          | Magyar Vasúttörténeti Park                               | |
|                   | 411,118          | 1’D h2             | Bald        | 70497       | 1944    | USTC 3540; → MÁV 411,118 |                                          | Magyar Vasúttörténeti Park                               | |
|                   | 411,264          | 1’D h2             | Lima        | 8434        | 1943    | USTC 2781; → MÁV 411,264 |                                          | Hatvan                                                   | |
|                   | 411,358 II       | 1’D h2             | Alco        | 70444       | 1942    | USTC 1613; → MÁV 411,343, 1961 → 411,358 II |                                          | Hegyeshalom                                              | |
|                   | 424,001          | 2'D h2             | Bp          | 4763        | 1924    | MÁV 424,001, 1945 → JDŽ 06-201, 1947 → 11-001, Zagreb Museum, 1997 →                                                                                                |                                          | Közlekedési Múzeum                                       | |
|                   | 424,009          | 2'D h2             | Bp          | 4733        | 1924    | MÁV 424,009; xx.03.1945 → DRB; ÖStB → ÖBB; 05.06.1950 → MÁV; xx.03.1986 →                                                                                           |                                          | Magyar Vasúttörténeti Park                               | |
|                   | 424,124          | 2'D h2             | Bp          | 5330        | 1943    | MÁV 424,124 |                                          | Dombóvár                                                 | |
|                   | 424,129          | 2'D h2             | Bp          | 5347        | 1943    | MÁV 424,129; ÖStB; 02.08.1945 → MÁV, 04.08.1989 → |                                          | Celldömölk                                               | |
|                   | 424,140          | 2'D h2             | Bp          | 5358        | 1943    | MÁV 424,140; ÖStB; 10.06.1945 → MÁV; xx.09.1945 → ÖStB → ÖBB; 01.03.1952 → MÁV, 29.10.1963 → GySEV, 29.03.1988 →                                                    |                                          | Fertőboz                                                 | |
|                   | 424,247          | 2'D h2             | Bp          | 7286        | 1955    | MÁV 424,247 |                                          | Magyar Vasúttörténeti Park                               | |
|                   | 424,284          | 2'D h2             | Bp          | 7440        | 1957    | MÁV 424,284, → Heizlok 424,07 |                                          | Istvántelek                                              | |
|                   | 424,287          | 2'D h2             | Bp          | 7443        | 1957    | MÁV 424,287 |                                          | Magyar Vasúttörténeti Park Denkmal Budapest Istvántelek  | trägt Nummer 424,284                                                                                      |
|                   | 424,309          | 2'D h2             | Bp          | 7465        | 1957    | MÁV 424,309 |                                          | Nagykanizsa                                              | |
|                   | 424,320          | 2'D h2             | Bp          | 7516        | 1957    | MÁV 424,320 |                                          | Szolnok                                                  | |
|                   | 424,353          | 2'D h2             | Bp          | 7549        | 1958    | MÁV 424,353 |                                          | Tokaj                                                    | |
|                   | 424,365          | 2'D h2             | Bp          | 7561        | 1958    | MÁV 424,365 |                                          | Magyar Vasúttörténeti Park                               | |
|                   | 442,013          | 1'D1' h2           | Bp          | 4671        | 1921    | MÁV 442,013 |                                          | Magyar Vasúttörténeti Park                               | |
|                   | 520,030          | 1’E h2             | KrMa        | 16661       | 1943    | DRB 52 3535; CCCP TE-3535; 1962 → MÁV 520,030, 1975 → GySEV |                                          | Fertőboz                                                 | |
|                   | 520,034 II       | 1’E h2             | Kren        | 1165        | 1943    | DRB 52 5156; CCCP TE-5156; 1962 → MÁV 520,053, 1972 → 520,034 II |                                          | Magyar Vasúttörténeti Park                               | |
|                   | 520,075          | 1’E h2             | Bo          | 15561       | 1943    | DRB 52 464; CCCP TE-464; 1962 → MÁV 520,075, 1975 → GySEV, 1981 → MÁV                                                                                               |                                          | Hatvan                                                   | |
|                   | BHÉV 4           |                    | StEG        | 1941        | 1887    | BHÉV 4 HARASZTI |                                          | Szentendre                                               | |
|                   | BHÉV 27          |                    | Bp          | 1687        | 1902    | BHÉV 27, 1930 → Acsi cukorgyar |                                          | Magyar Vasúttörténeti Park                               | |
|                   | BHÉV 28          |                    | Bp          | 1688        | 1902    | BHÉV 28, 1923 → Kaposvari cukorgyar |                                          | Szentendre                                               | |
|                   | BHÉV 30          |                    | Bp          | 1823        | 1904    | BHÉV 30 |                                          | Ercsi                                                    | Denkmallok                                                                                                |
|                   | 674              | C n2               | StEG        | 507         | 1860    | Sb 674 |                                          | Közlekedési Múzeum                                       | Älteste Dampflokomotive in Ungarn                                                                         |
|                   | CSINGERVÖLGY     |                    | WrN         | 3438        | 1890    | ACsvV CSINGERVÖLGY, 19.02.1952 → MÁV, 06.06.1957 → Selyp |                                          | Ajka                                                     | |
|                   | Garamvölgy 2     |                    | StEG        | 3931        | 1913    | Garamvölgyi Cukorgyár 2 |                                          | Magyar Vasúttörténeti Park                               | von 1980 bis ? Denkmal am Bf. Tapolca. Baugleich mit StEG-Reihe Vc bzw. MÁV-Reihe 476                     |
|                   | GÁZMŰ I          |                    | He          | 12090       | 1913    | Gaswerk Budapest I |                                          | Budapest, Gas Museum, II János Pál pápa tér 20           | |
|                   | GÁZMŰ II         |                    | He          | 12091       | 1913    | Gaswerk Budapest II |                                          | Nagykanizsa, Ady Endre Straße                            | |
|                   | GÁZMŰ III        |                    |             |             |         | |                                          | Szentes                                                  | |
|                   | ÓKÜ 5            | Cz n2t             | SLM         | 1834        | 1907    | Stahlwerk Ózd (Ózdi Kohászati Üzemek) | Einzige Zahnraddampflokomotive in Ungarn | Magyar Vasúttörténeti Park                               | [ 14 ] |
|                   | I                |                    |             |             |         | |                                          | Balatonfűzfő, Nitrokémia                                 | |
|                   | SC 2             |                    | O&K         | 2912        | 1908    | Ármin Pallós, Budapest, → Manfred Weiss, Csepel I, → Zuckerfabrik Sarkad SC 2                                                                                       |                                          | Kaba, Zuckerfabrik                                       | |

### Normalspurdampflokomotive, die zum Schneepflug umgebaut wurde
| Foto | Nummer oder Name | Bauart / Achsfolge | Hersteller | Fabrik- nr. | Baujahr | Historie                                                          | Eigentümer / Betreiber / Strecke | Standort                      | Bemerkungen       |
| ---- | ---------------- | ------------------ | ---------- | ----------- | ------- | ----------------------------------------------------------------- | -------------------------------- | ----------------------------- | ----------------- |
|      | ex kkStB 380     |                    | StEG       | 3946        | 1914    | kkStB 380.122 → BBÖ 380.122 → DRB 58 959 → DRB Schneepflug 703753 |                                  | Lokhistorischer Park Budapest | Denkmallokomotive |

## Schmalspurlokomotiven 600 mm
| Foto | Nummer oder Name | Bauart / Achsfolge | Hersteller | Fabrik- nr. | Baujahr | Historie                                                           | Eigentümer / Betreiber / Strecke | Standort                                                                | Bemerkungen |
| ---- | ---------------- | ------------------ | ---------- | ----------- | ------- | ------------------------------------------------------------------ | -------------------------------- | ----------------------------------------------------------------------- | ----------- |
|      | 356,301          | C n2t              | KrMü       | 4713        | 1902    | Waldbahn Bohinj TRIGLAV; kukHB IIId 481; Steinbruch Nógradveröce 4 |                                  | Nagycenk, 1907 → Kismaros, 01.12.2017 → Waldbahn Kemence, betriebsfähig |             |

## Schmalspurlokomotiven 760 mm
Grundsätzlich wurden in Ungarn Schmalspurbahnen – wie in Österreich-Ungarn üblich – in der Bosnischen Spur (760 mm) gebaut und betrieben.
| Foto | Nummer oder Name | Bauart / Achsfolge | Hersteller | Fabrik- nr. | Baujahr | Historie | Eigentümer / Betreiber / Strecke | Standort                              | Bemerkungen                       |
| ---- | ---------------- | ------------------ | ---------- | ----------- | ------- | --- | -------------------------------- | ------------------------------------- | --------------------------------- |
|      | 285,001          |                    | O&K        | 67          | 1894    | Magyarföld Sarkód I; 05.11.1942 → Racz, Miskolc 1 MUKI, xx.02.1955 → Ózd 39, → Dunaújváros 285,001            |                                  | Dunaújváros                           |                                   |
|      | 357.305 Muki     | C n2t              | O&K        | 8418        | 1917    | DHF 487; Egri Fökaptalan Jószágkormányzóság MUKI                                                              |                                  | Lenti                                 |                                   |
|      | 357,314          | C n2t              | O&K        | 10726       | 1923    | Graf Wenckheim Mosonszentmiklos HANYI ISTÓK                                                                   |                                  | Széchenyi-Museumsbahn, Nagycenk       |                                   |
|      | 394,023          |                    | Bp         | 4859        | 1923    | Mezöhegyes Cukorgyar 2                                                                                        |                                  | Debrecen                              |                                   |
|      | 394,057          |                    | Bp         | 5785        | 1949    | |                                  | Szilvásvárad                          | [ 17 ]                            |
|      | 399,068          |                    | Kar        | 586         | 1870    | Rimamurány-Salgótarján 4, 1905 → NyVKV 1; 1953 → GV 68, 1955 → 399,068; 1960 → Verkehrsmuseum → Bergbaumuseum |                                  | Közlekedési Múzeum                    |                                   |
|      | 447,401          |                    | Bp         | 7254        | 1954    | |                                  | LÁEV Lillafüred                       |                                   |
|      | 490,039          | D n2t              | Bp         | 5260        | 1942    | 08.05.1973 →                                                                                                  |                                  | Kindereisenbahn Budapest (Hűvösvölgy) | [ 18 ]                            |
|      | 490,041          | D n2t              | Bp         | 5262        | 1942    | 31.01.1974 →                                                                                                  |                                  | Szombathely, MÁV-Regionaldirektion    |                                   |
|      | 490,053          | D n2t              | Bp         | 5274        | 1942    | 1985 → |                                  | Balatonfenyves                        | [ 19 ] [ 20 ]                     |
|      | 490,056          | D n2t              | Bp         | 5848        | 1950    | 1985 → |                                  | Kindereisenbahn Budapest (Hűvösvölgy) | [ 18 ]                            |
|      | 490,057          | D n2t              | Bp         | 5849        | 1950    | 1981 → |                                  | Nagycenk                              |                                   |
|      | 490,058          | D n2t              | Bp         | 5850        | 1950    | 1981 → |                                  | Ópusztaszer                           |                                   |
|      | 490,2001         | D n2t              | Regh       | 603         | 1984    | 1997 ex CFF 764.406R                                                                                          |                                  | Kaszó                                 | jüngste Dampflokomotive in Ungarn |
|      | 490,2002 „Ábel“  | D n2t              | Res        | 2230        | 1956    | 1998 ex CFF 764.460                                                                                           |                                  | Csömödér                              |                                   |
|      | 490,2003         | D n2t              | Res        | 1676        | 1954    | APE-MIN 1 |                                  | Pörböly                               |                                   |
|      | 490,2004         | D n2t              | Res        | 1193        | 1951    | 2001 ex CFF 764.375                                                                                           |                                  | Papprét                               |                                   |
|      | 490,2005         | D n2t              | Res        | 1682        | 1954    | 2006 ex CFF 764.426                                                                                           |                                  | Gyöngyös                              |                                   |
|      | 490,5001         | D n2t              | Bp         | 3782        | 1915    | Diosgyör 8 → 411,005, → 495,5001                                                                              |                                  | Nagycenk                              |                                   |
|      | GYŐZŐ            |                    | Bp         | 5855        | 1950    | |                                  | Bakonycsernye                         |                                   |
|      | ANDRÁS           |                    | Bp         | 4756        | 1924    | Steinkohlebergwerk, Kisgyón, 1925 → Bodajk, 1973 →                                                            |                                  | Fertőboz                              |                                   |
|      | BIMBÓ            |                    | Bp         | 4878        | 1925    | Tatabanya 2; Sajószentpéter 8                                                                                 |                                  | Pálháza                               |                                   |
|      | IMRE             |                    | Bp         | 5276        | 1942    | BGV Gánt → Bodajk IMRE, → Gant, a 01.09.1972                                                                  |                                  | Gánt                                  |                                   |
|      | KaposC V         |                    | KrLi       | 7124        | 1916    | Kaposvári cukorgyár, 1973 →                                                                                   |                                  | Nagycenk                              |                                   |
|      | KINCSES          |                    | Bp         | 3787        | 1915    | Bauunternehmung Ing. Somlyd; → Bauxit, Gant 4 KINCSES, Schweinemästerei Nagytétény, →                         |                                  | Nagycenk                              |                                   |
|      | MAK-Tb VIII      | C n2t              | O&K        | 8013        | 1914    | DHF 412 |                                  | Tatabánya, Bergbaumuseum              |                                   |
|      | MAK-Tb XVI       |                    | MÁK        | 3           | 1946    | |                                  | Tatabánya, Bergbaumuseum              |                                   |

## Schmalspurlokomotiven 1000 mm
Meterspurige Dampflokomotiven wurden in Ungarn ausschließlich auf Werksbahnen eingesetzt.
| Foto | Nummer oder Name | Bauart / Achsfolge | Hersteller | Fabrik- nr. | Baujahr | Historie                                                                                 | Eigentümer / Betreiber / Strecke | Standort               | Bemerkungen                                                                 |
| ---- | ---------------- | ------------------ | ---------- | ----------- | ------- | ---------------------------------------------------------------------------------------- | -------------------------------- | ---------------------- | --------------------------------------------------------------------------- |
|      | ÓKÜ 8            |                    | Ózd        | 3           | 1901    | Rimamurány 8; 1908 → Stahlwerk Ózd (Ózdi Kohászati Üzemek), (nK Ózd 13/48)               |                                  | Cegléd, Privateigentum | [ 22 ]                                                                      |
|      | ÓKÜ 9            |                    | SiW        | 1059        | 1870    | Bánréve – Ózd ÓZD, → Stahlwerk Ózd, 1908 → 9 (nK Ózd 1/98; Ózd 14/49), a 20.04.1972      |                                  | Ózd, kohómúzeum        |                                                                             |
|      | ÓKÜ 10           |                    | SiW        | 1060        | 1870    | Bánréve – Ózd NADASD, → Stahlwerk Ózd (Ózdi Kohászati Üzemek), 1908 → 10, (nK Ózd 15/50) |                                  | Nagycenk               |                                                                             |
|      | ÓKÜ 21           |                    | KrLi       | 4428        | 1900    | Borsodi iparmüvek 7, 1925 → Ózd 21 Stahlwerk Ózd (Ózdi Kohászati Üzemek)                 |                                  | Nagycenk               |                                                                             |
|      | ÓKÜ 30           | D’1 h2             | Bp         | 5685        | 1950    | vorgesehen als JDŽ 83-172, Ózd 30 Stahlwerk Ózd (Ózdi Kohászati Üzemek)                  |                                  | Mosonmagyaróvár        | einziges erhaltenes meterspuriges Exemplar der BHStB-Baureihe IVa5 (JDŽ 83) |